# Кременецьке лісове господарство
ДП «Кременецьке лісове господарство» — структурний підрозділ Тернопільського обласного управління лісового та мисливського господарства, підприємство з вирощування лісу, декоративного садивного матеріалу, виготовлення пиломатеріалів.
Офіс (контора) знаходиться в Кременці.

## Історія
Кременецький лісгосп заснований 1939 року. Його організовано на базі державних, приватних і церковних лісів, загальною площею майже 20,2 тисяч гектарів.

## Відомості
Вкриті лісовою рослинністю землі підприємства становлять 29051 га, в тому числі лісові культури — 20515 га.
Підприємство розташоване в північній частині Тернопільської області на території Кременецького, Шумського, Лановецького та частини Збаразького районів.

## Лісництва
Нині об'єднує 8 лісництв, які складаються з 41 майстерської дільниці:
- Білокриницьке лісництво
- Вишнівецьке лісництво
- Волинське лісництво
- Забарівське лісництво
- Кременецьке лісництво
- Лановецьке лісництво
- Почаївське лісництво
- Суразьке лісництво

## Керівники
- Степан Іваницький — 1981—1999[1],
- Олександр Войтюк — т. в. о. директора

## Об'єкти природно-заповідного фонду
На території господарства знаходиться ? об'єктів природно-заповідного фонду, котрі в основній своїй частині відносяться до Національного природного парку "Кременецькі гори".